# Carol Grimaldi
Carol Grimaldi (1938 - 10 de abril de 2014) fue una restauradora estadounidense y cofundadora de Grimaldi's Pizzeria.
Nació en 1938 en Nueva York de una familia de inmigrantes italianos. En 1933, su tío, Pasquale Lancieri, fundó Patsy’s Pizzeria en Harlem del Este, que fue una de las primeras pizzerías en el barrio. Grimaldi, junto a su marido, abrió la primera pizzería "Grimaldi's" en 1990. En 1991, la pizzería fue clasificada como el mejor restaurante de Brooklyn. Varias fuentes clasificaron a la pizzería como la mejor en Nueva York. Ocho años después de la inauguración de la pizzería, Grimaldi y su marido vendieron la pizzería, y se retiraron del negocio de los restaurantes. Mientras aún permanecía en diferentes empresas de negocios a lo largo de los años, la pareja decidió volver a abrir el negocio anterior de pizzería. A partir de hoy, el negocio de la pizzeria Grimaldi se ha convertido en un negocio global.
Falleció el 10 de abril de 2014, de cáncer. Le sobrevive su esposo y socio comercial Pasquale Grimaldi